# Lengyel alföldi juhászkutya
A Lengyel alföldi juhászkutya egy közepes méretű, Lengyelországban kitenyésztett pásztorkutya fajta

## Története
Lengyel fajta. Ősei a föníciaiak által Európába behozott juhászkutyák csoportjához tartoztak. Mai formáját az alföldi területeken tenyésztették ki. Eredetileg pásztorkutya volt. Ma jelzőkutyaként, házőrzőként és társként tartják. Magyarországon sajnos csak ritkán fordul elő.

## Megjelenése
Közepes termetű, zömök kutya. Hasonlít a bobtailre. Szőrzete hosszú, gyapjas, eltakarja a kutya szemét. Lábai vaskosak, talpa szőrrel fedett. Színe lehet szürke, fekete, és barna fehér jegyekkel kombinálva, illetve egyszínű fekete.
- Marmagasság: kanok 43–52 cm, szukák 40–46 cm
- Tömeg: kanok 19–21 kg, szukák 17–19 kg

## Jelleme
Jóindulatú, vidám, és barátságos kutya. Gazdájával szemben hűséges és odaadó, de ugyanakkor akaratos is. Idegenekkel szemben tartózkodóan viselkedik. Éber, kiváló házőrző. Sokat ugat. Szereti a gyermekeket, szívesen eljátszik velük amennyiben nem kezelik úgy, mint egy játékszert. Más kutyákkal szemben barátságos, szívesen hancúrozik velük. Szükség esetén nagyon harcias tud lenni.

## Tartása
Szőrzete rendszeres gondozást igényel. Hetente alaposan át kell kefélni, majd ki is kell fésülni. Ajánlott havonta megfürdetni, és háromhavonta kozmetikushoz vinni, ahol szakszerű és alapos gondozásban részesül. Mozgásigénye nagy, naponta legalább két órát kell vele mozogni, a pórázon való séta mellett, szüksége van arra, hogy szabadon rohangáljon. Mozgatására a biciklis futtatás a legmegfelelőbb. Egészséges fajta, nincs terhelve örökletes betegségekkel. 
- Táplálékigény: napi 500 g
- Átlagos élettartam: 12-14 év